# Mike Smith (atleta)
Michael Cameron "Mike" Smith (Kenora, Ontario, 16 de setembro de 1967) é um antigo decatleta canadiano que obteve a medalha de prata nos Campeonatos do Mundo de 1991 e a medalha de bronze nos de 1995. Em maio de 1996 alcançou a marca de 8.626 pts, que é ainda o recorde nacional do seu país e que faz dele o 28º melhor decatleta de todos os tempos.

## Carreira
Frequentou a Universidade de Toronto, onde iniciou a sua carreira atlética. Seleccionado para os Campeonatos Mundiais de Júniores de 1986, em Atenas, obteve a medalha de prata atrás do finlandês Petri Keskitalo. Em 1988 participou nos Jogos Olímpicos de Seul, onde foi 14º classificado com 8.083 pts.
A sua primeira grande vitória internacional ocorreu nos Jogos da Commonwealth de 1990, disputados em Auckland. Haveria de repetir este feito quatro anos depois, em Victoria, na Austrália. No ano de 1991 conseguia o 2º lugar nos Campeonatos Mundiais de Tóquio 1991, apenas atrás do norte-americano Dan O'Brien.
Em Barcelona 1992, onde foi o porta-bandeira do Canadá, a sua segunda participação olímpica ficaria marcada pela desistência após o primeiro dia de provas, devido a uma lesão muscular. Nos Jogos Olímpicos de 1996, em Atlanta, ficou na 13ª posição com 8.271 pts.

## Melhores marcas pessoais
1º Dia: 100 metros - 10.70 s, Salto em comprimento - 7.76 m, Arremesso de peso - 18.03 m, Salto em altura - 2.14 m, 400 metros - 47.06 s

2º Dia: 110 metros com barreiras - 14.24 s, Lançamento de disco - 52.90 m, Salto com vara - 5.20 m, Lançamento de dardo - 71.22 m, 1500 metros - 4:20.04
Smith é o atleta que, a nível mundial, possui o melhor conjunto de marcas nos três lançamentos do decatlo (peso, disco e dardo).